# Onosma dasytrichum
Onosma dasytrichum är en strävbladig växtart som beskrevs av Pierre Edmond Boissier. Onosma dasytrichum ingår i släktet Onosma och familjen strävbladiga växter. Inga underarter finns listade i Catalogue of Life.